# Starzenie moralne
Starzenie moralne – związany z szybkimi zmianami technologicznymi proces (zwłaszcza w elektronice i informatyce), w wyniku którego w pełni sprawny wedle specyfikacji sprzęt lub oprogramowanie nie spełnia już bieżących standardów użytkowania.
Przykładem starzenia moralnego jest system operacyjny DOS, zastąpiony obecnie na rynku przez MS Windows. Innym przykładem jest magnetofon szpulowy, wyparty najpierw przez magnetofon kasetowy, a współcześnie przez techniki nagrywania na nośnikach cyfrowych, np. na dyskach optycznych, również zastępowanych przez odtwarzacze wykorzystujące pamięć flash.
W przypadku budynków mówi się o zużyciu moralnym lub funkcjonalnym.